# Macropipus
Macropipus (лат.) — род морских плавающих крабов из семейства Polybiidae. Ранее род включали в семейство Portunidae.

## Внешний вид и строение
Macropipus характеризуются преобразованием пятой пары ног в широкие лопасти, которые используются для плавания. Эта способность, вместе с сильными острыми клешнями, позволяет им быть быстрыми и агрессивными хищниками.

## Классификация
На август 2020 года в род включают 4 вида:
- Macropipus australis Guinot, 1961
- Macropipus guadalpensis (de Saussure, 1857)
- Macropipus rugosus (Doflein, 1904)
- Macropipus tuberculatus (P. Roux, 1830)